# هيروشي تاكاكي
هيروشي تاكاكي (高木洋 تاكاكي هيروشي) هو ملحن ياباني ولد في 24 مايو 1976 في محافظة فوكوكا.

## أعماله في السينما اليابانية
- فيلمتشوسي كانتاي سيزر X: قاتلوا! يا محاربو النجوم

## أعماله في الدراما اليابانية
- ملفات مباحث الشرطة: نساء قسم ساكورا

## أعماله في التوكوساتسو
- باكوريو سنتاي أبارينجر (ضمن Healthy Wings)
- تشوسي كانتاي سيزر X
- ساموراي سنتاي شينكينجر
- كايتو سنتاي لوبينرينجر في مواجهة كيساتسو سنتاي باترينجر

## أعماله في الأنمي

### مسلسلات أنمي تلفزيونية
- دينكي-غاي
- بيت ملك المغامرة
- بيت ملك المغامرة: إكسيليون
- أمير الماكاي: ديفلز آند رياليست
- الفرسان الألف
- سينت أكتوبر
- كايدان ريستوران
- AKB0048
- AKB0048 next stage
- تايتانيا
- باكوماتسو غيجيندين رومان
- مطعم الأشباح

### أوفا أنمي
- دراغون بول: خطة إبادة السوبر سايانز

## أعماله في ألعاب الفيديو
- ماكاي كينغدوم: كرونيكلز أوف ذا سيكريد توم

## وصلات خارجية
- هيروشي تاكاكي على موقع IMDb (الإنجليزية)
- هيروشي تاكاكي على موقع ميوزك برينز (الإنجليزية)
- هيروشي تاكاكي على موقع ديسكوغز (الإنجليزية)
- هيروشي تاكاكي على موقع قاعدة بيانات الفيلم (الإنجليزية)

- صفحة IMDb